# 宇賀神

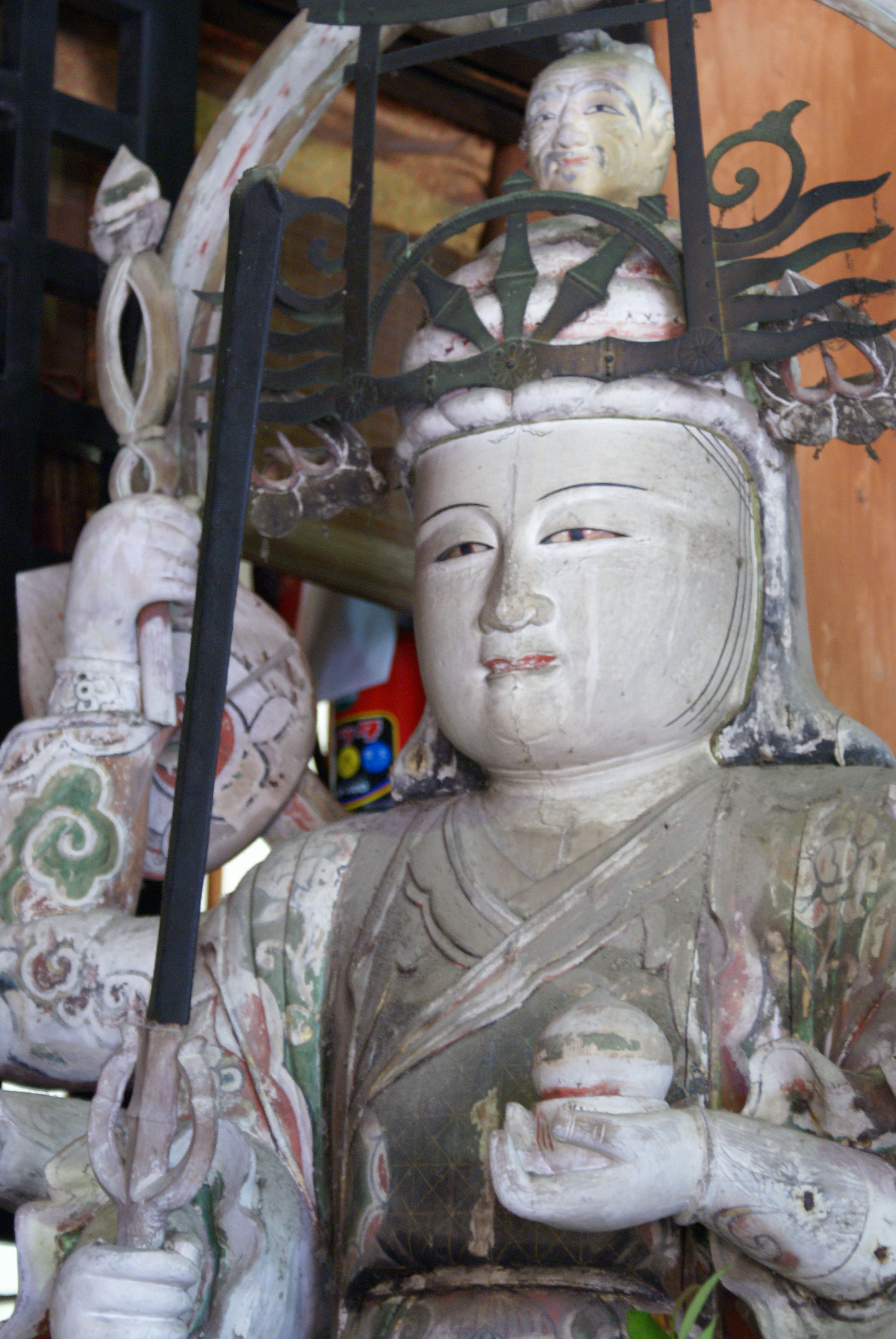
宇賀弁才天坐像
宝厳寺蔵（1565年浅井久政奉納。頭部に小さく宇賀神が乗り、鳥居を構える。）

宇賀神（うがじん、うかのかみ）は、日本で中世以降信仰された神である。財をもたらす福神として信仰された。

## 概説
神名の「宇賀」は、日本神話に登場する宇迦之御魂神（うかのみたま）に由来するものと一般的には考えられている（仏教語で「財施」を意味する「宇迦耶（うがや）」に由来するという説もある）。

その姿は、人頭蛇身で蜷局（とぐろ）を巻く形で表され、頭部も老翁や女性であったりと諸説あり一様ではない。
元々は宇迦之御魂神などと同様に、穀霊神・福徳神として民間で信仰されていた神ではないかと推測されているが、両者には名前以外の共通性は乏しく、その出自は不明である。また、蛇神・龍神の化身とされることもあった。
この蛇神は比叡山・延暦寺（天台宗）の教学に取り入れられ、仏教の神（天）である弁才天と習合あるいは合体したとされ、この合一神は、宇賀弁才天とも呼ばれる。
竹生島宝厳寺に坐する弁天像のように、宇賀神はしばしば弁才天の頭頂部に小さく乗る。その際、鳥居が添えられることも多い。

出自が不明で、経典では穀霊神としての性格が見られないことなどから、宇賀神は、弁才天との神仏習合の中で造作され案出された神、との説もある。
鎌倉市の宇賀福神社では、宇賀神をそのまま神道の神として祀っている。
北陸や飛騨高山では在家で宇賀神をお祀りするところがある。石川県金沢市の永安寺では毎年9月23日に大祭を催している。
宇賀神という姓氏が日本中に存在する(宇賀神友弥、宇賀神メグなど)。

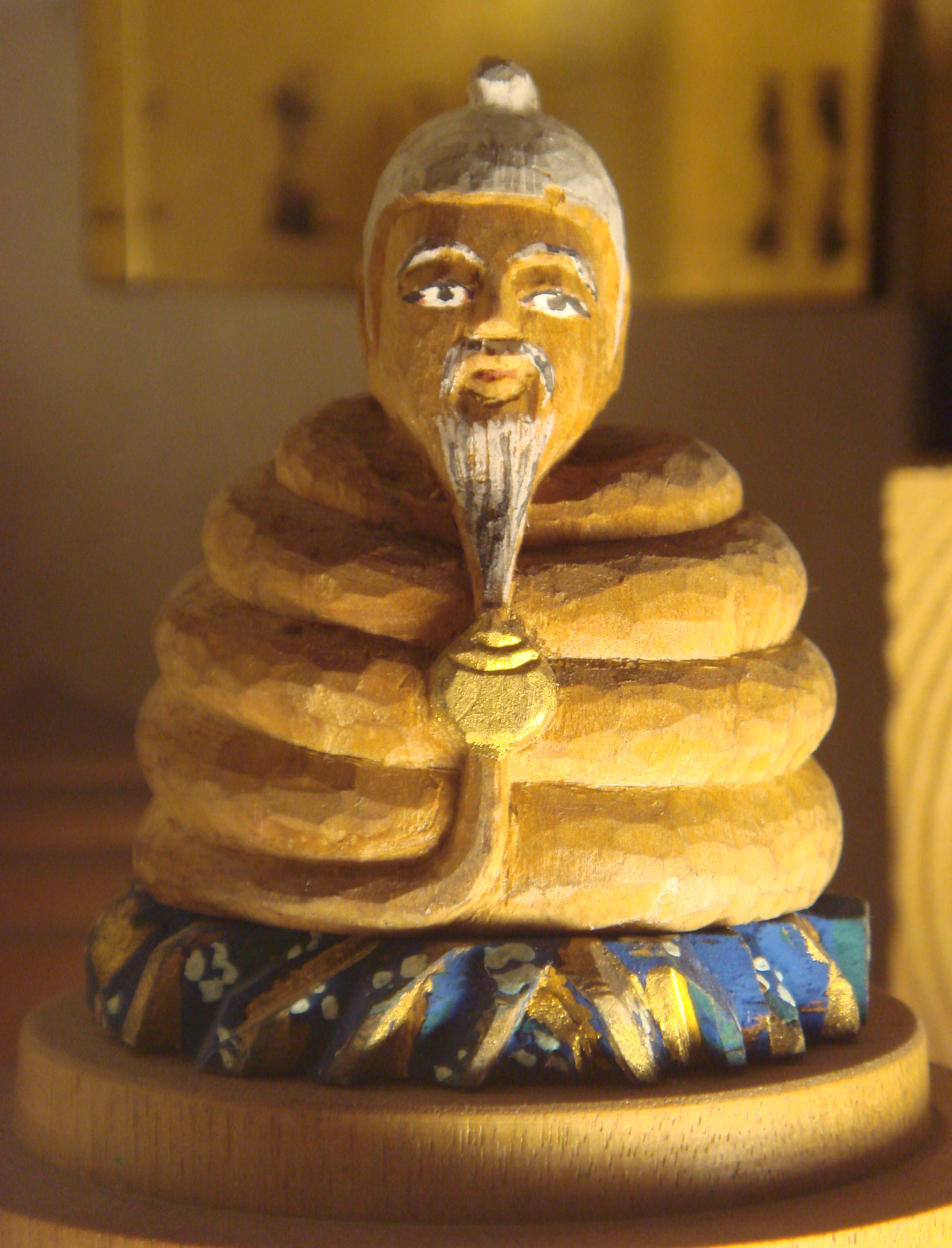
とぐろを巻いた蛇の上に老翁の頭部を持つ宇賀神
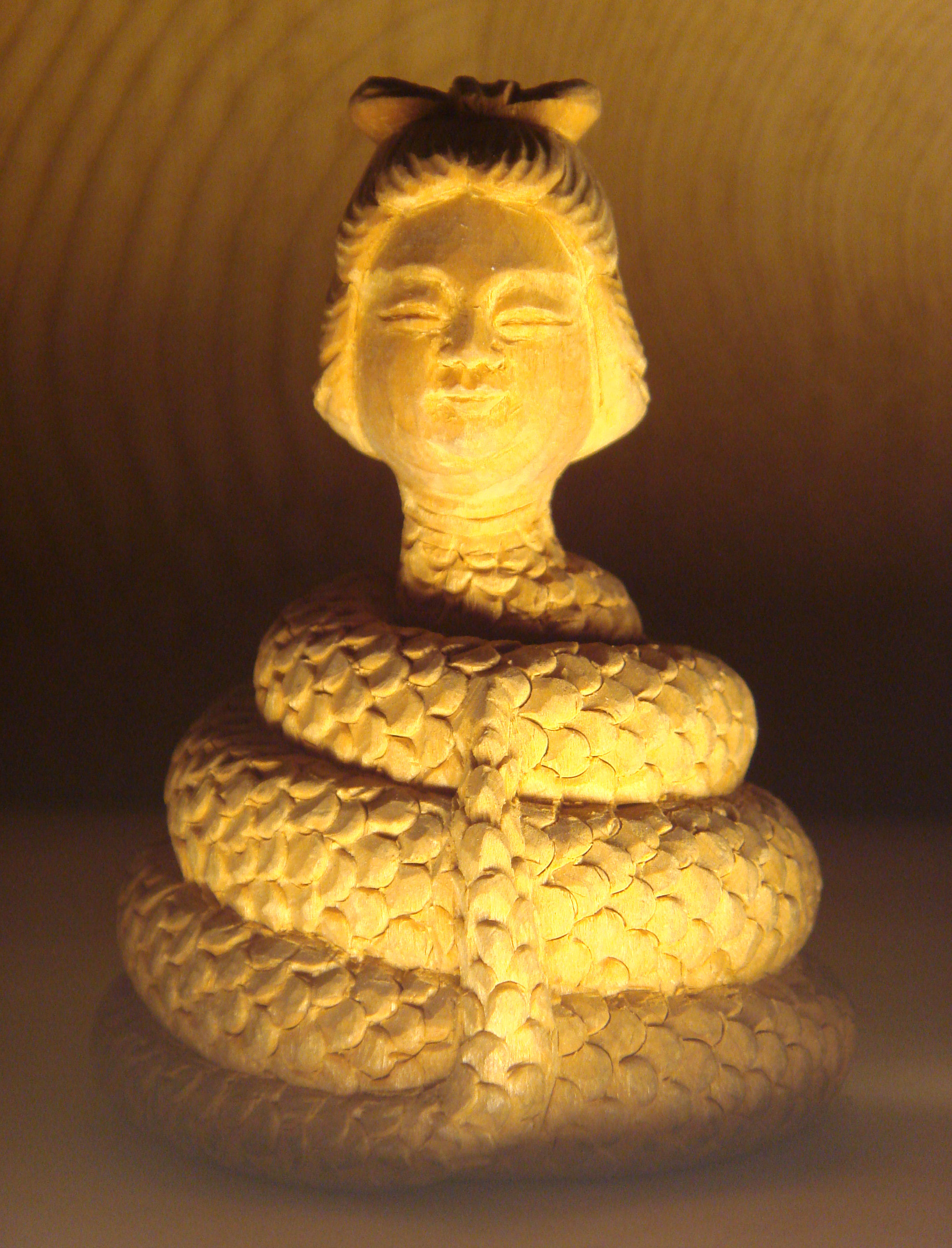
とぐろを巻いた蛇の上に女性の頭部を持つ宇賀神
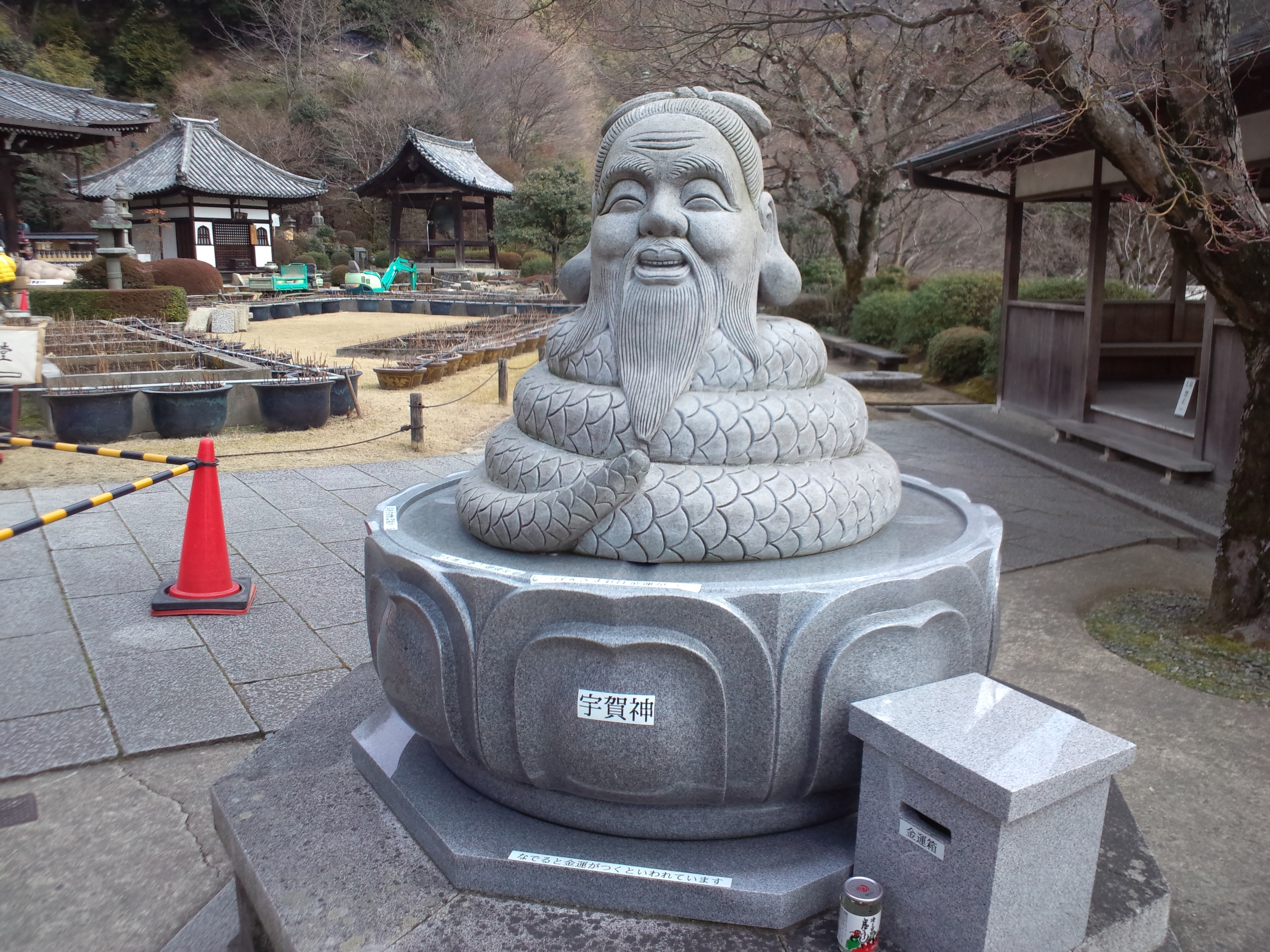
三室戸寺の宇賀神石像

## 伝承

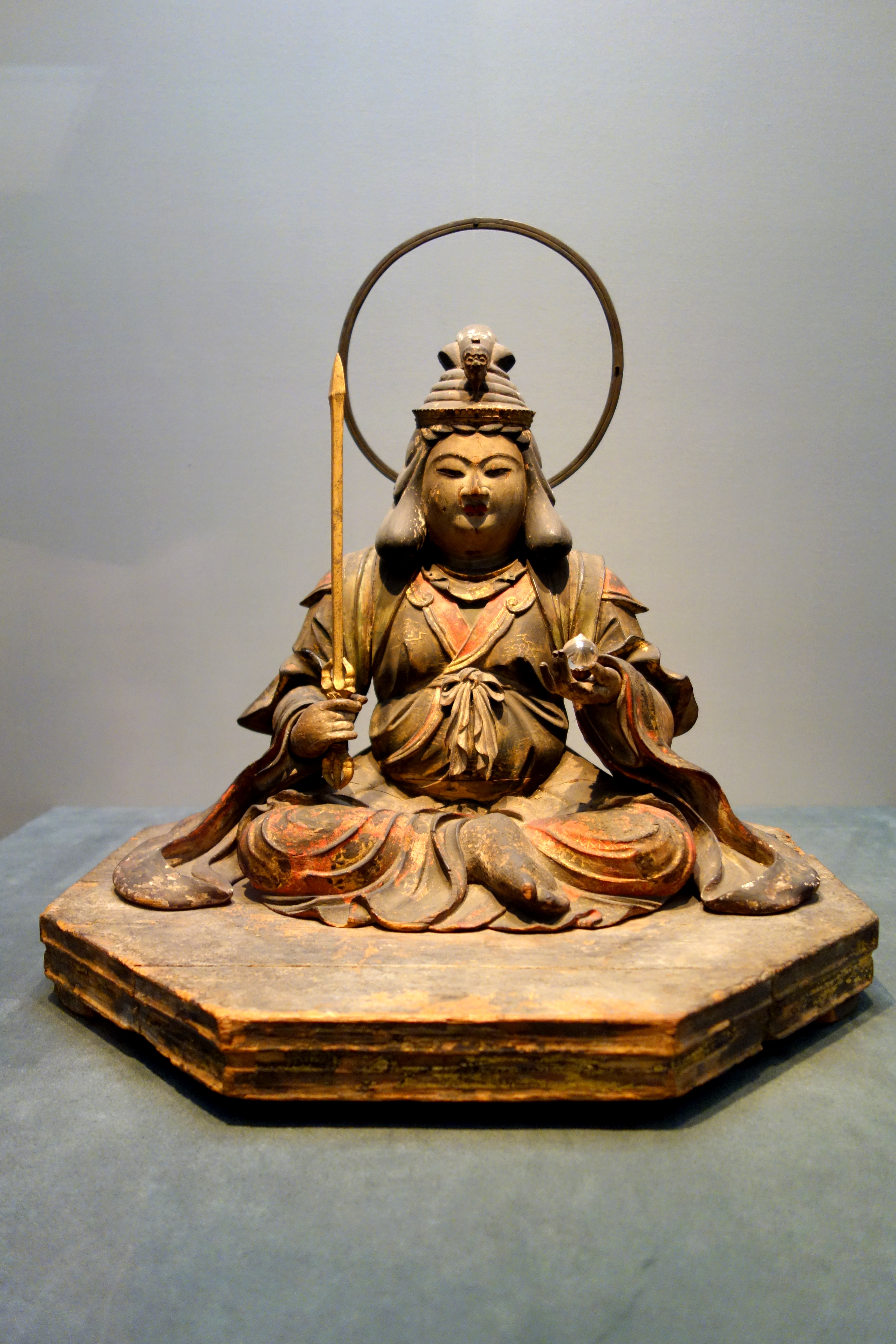
宇賀神を載せた弁財天座像。13世紀

15世紀の『看聞日記』に、宇伽神を家に安置したおかげで富裕になった家があったが、昼寝している妻に蛇が乗っているのを見た男が、太刀を抜いて蛇を追い払ったところ、もとの貧乏に戻ってしまったという記述がある。
16世紀の辞典『塵添壒嚢鈔』巻第四「宇賀神事」には、宇賀神は伊弊冊尊（イザナミ）から生まれた稲作をはじめ五穀や樹木の成育を司る保食神（ウケモチノカミ）と音通であるため福神となったとあり、8世紀の『丹後国風土記』のトヨウケビメの羽衣伝説と同様の、「水浴びをしていた天女の一人が老夫婦に衣を隠され天に帰れなくなり、万病に効く酒を造って老夫婦に財をもたらしたが、翁に追い出され、辿り着いた丹後の奈具村で宇賀女神として祀られた」という伝承が紹介され、宇賀能売命が富をもたらしたことから福徳神とみなされ、さらに蛇に変体すると記されている。
天野信景による18世紀初頭の随筆集『塩尻』の巻49には、神社に祀られている宇賀神像は、老人の顔をした頭部をもつ蛇が蛙をおさえる形をしていて、水を張った器に入れられており、天の真名井の水などという文を唱えて像に水をかけるとあり、熱田神宮の貞享（17世紀）の修理の際にその像が出てきたと記されている。信景は、宇加耶は梵語で白蛇のことだが、密教では人首蛇身ではなくただ蛇の像を宇賀神としている、人首蛇身は熱田神宮だけでなく山城国の稲荷神社にもあり、蛇首人身の像もある、なども述べている。